# Isaak Börk
Isaak Börk (Björk), född på 1660-talet och död i Narva sommaren 1701 (alternativt 1700), var en svensk författare (dramatiker), skådespelare och rektor i Narva. Han har en plats i den svenska teaterhistorien som den som ledde den första helt svenska teatertruppen utanför studentteatern att framträda på scen (Lejonkulan, från 1686), med förbehåll för att inget är känt om vem som uppträdde på Björngårdsteatern 1640-1655.
Börks föräldrar var Anders Persson Börk, kronoinspektor vid Avesta bruk, och Maria Haak från Nederländerna. Han blev student vid Uppsala universitet 1679, och tillhörde den studenttrupp, Dän Swänska Theatren, som 1686–1691 uppträdde på Lejonkulans teater i Stockholm, och skrev en rad skådespel för teatern, såsom tragedien Darius, det mytologiska dramat Apollo, baletten Ärans oförwisneliga okk lagerlijkt grönskande linder och epilogen Valete theatren. Förebilder fann han i Georg Stiernhielms hovbaletter och det holländsk-tyska barockdramat.
Han lämnade teatern 1691 och tog tjänst som privatlärare i Narva 1691, amanuens vid universitetet i Tartu 1691-1692, konsistorienotarie vid svenska kyrkan i Narva från 1693, konrektor vid katedralskolan i samma stad från 1693, och rektor vid samma skola från 1696 till sin död.
Börk gifte sig med Helena Pettersdotter Hafman 1696.